# Numforparadiskungsfiskare
Numforparadiskungsfiskare (Tanysiptera carolinae) är en fågel i familjen kungsfiskare inom ordningen praktfåglar.

## Utbredning och systematik
Fågeln lever på ön Numfoor väster om Nya Guinea. Den behandlas som monotypisk, det vill säga att den inte delas in i några underarter.

## Status
IUCN kategoriserar arten som nära hotad.